# 三信鉄道
三信鉄道株式会社（さんしんてつどう）は、現在の東海旅客鉄道（JR東海）飯田線の前身となる路線を運営していた鉄道会社である。三河川合駅から天竜峡駅までの区間を運営していたが、1943年（昭和18年）に日本国有鉄道の前身である鉄道省に買収（戦時買収）された。社名は「三河国」と「信濃国」を結ぶことから、それぞれの頭文字を一文字ずつ取ったものである。

## 沿革
現在の飯田線は南北両側から建設が進められ、1920年代までに、愛知県側（東海道本線豊橋駅側）からは豊川鉄道と鳳来寺鉄道の2社が三河川合駅まで、長野県側（中央本線辰野駅側）からは伊那電気鉄道が天竜峡駅までそれぞれ開通していた。鳳来寺鉄道三河川合駅から伊那電気鉄道天竜峡駅に至る路線を建設し、豊橋駅から辰野駅までを一本化する目的で設立されたのが三信鉄道株式会社である。上記の鉄道会社3社の他、この地方の大手電力会社東邦電力も加わって計画が進められ、会社設立に先立つ1926年（大正15年）1月20日、同区間の地方鉄道建設の免許を申請した。一部区間で競合する申請を先にしていた天竜川電力（後の矢作水力）もこの計画に加わり、1927年（昭和2年）7月19日付で免許が交付された。これを受け、同年12月20日に三信鉄道株式会社が発足する。取締役社長には末延道成が就任した。当初の資本金は1000万円で、天竜川電力と東邦電力が資本金の25%をそれぞれ出資する筆頭株主であった。
鉄道敷設工事は1929年（昭和4年）8月に着工。急峻な地形のため難工事の連続で、世界恐慌の影響で資金難に陥り工事延長申請を繰返す事態にも陥ったものの、1932年（昭和7年）10月に最初の区間が開通したのを皮切りに順次線路を延長し、1937年（昭和12年）8月20日に最後の区間が開通して三河川合から天竜峡までを全通させた。だが全通後も、巨額の建設費のため運賃が高くなってしまったために需要が伸びず、不況も重なって経営は好転しなかった。1943年（昭和18年）8月1日、豊川鉄道・鳳来寺鉄道・伊那電気鉄道と三信鉄道の4鉄道は戦時買収され、一体化されて国有鉄道の「飯田線」とされた。
鉄道事業を国有化された三信鉄道は、「三信航空機器株式会社」と改称して航空機器製作を行う会社として存続した。また1941年（昭和16年）から翌年にかけて、筆頭株主であった東邦電力・矢作水力の2社が保有する三信鉄道株式が日本発送電に継承されたため、同社子会社の発送電興業株式会社の傘下に入っていた。1945年（昭和20年）7月、三信航空機器は解散して清算を開始。同年10月に「三信興業株式会社」と改称して引き続き清算業務を続け、最終的に1950年（昭和25年）に清算を完了した。

## 車両
1943年8月1日の買収に際し、電気機関車1両、電車9両、貨車69両が国有化された。
- デキ500形電気機関車
- デニ200形・デ300形電車

## 駅一覧
- 1937年（昭和12年）現在[6]。

凡例
種別 … （無印）：停車場、留：停留場
| 種別 | 駅名            | 駅間 キロ | 営業 キロ | 接続路線     | 所在地   | 所在地      | 所在地   |
| ---- | --------------- | --------- | --------- | ------------ | -------- | ----------- | -------- |
|      | 三河川合駅      | -         | 0.0       | 鳳来寺鉄道   | 愛知県   | 北設楽郡    | 三輪村   |
| 留   | 池場駅          | 5.0       | 5.0       |              | 愛知県   | 北設楽郡    | 三輪村   |
|      | 三信三輪駅      | 1.1       | 6.1       |              | 愛知県   | 北設楽郡    | 三輪村   |
|      | 出馬駅          | 4.1       | 10.2      |              | 静 岡 県 | 磐 田 郡    | 浦川町   |
| 留   | 三信上市場駅    | 0.7       | 10.9      |              | 静 岡 県 | 磐 田 郡    | 浦川町   |
|      | 浦川駅          | 1.2       | 12.1      |              | 静 岡 県 | 磐 田 郡    | 浦川町   |
| 留   | 早瀬駅          | 1.2       | 13.2      |              | 静 岡 県 | 磐 田 郡    | 浦川町   |
|      | 下川合駅        | 1.4       | 14.7      |              | 静 岡 県 | 磐 田 郡    | 浦川町   |
|      | 中部天竜駅      | 2.5       | 17.2      |              | 静 岡 県 | 磐 田 郡    | 佐久間村 |
| 留   | 佐久間水窪口駅* | 0.8       | 18.0      |              | 静 岡 県 | 磐 田 郡    | 佐久間村 |
| 留   | 豊根口駅        | 3.0       | 21.0      |              | 静 岡 県 | 磐 田 郡    | 佐久間村 |
|      | 天龍山室駅      | 3.4       | 24.4      |              | 静 岡 県 | 磐 田 郡    | 佐久間村 |
| 留   | 白神駅          | 4.1       | 28.5      |              | 静 岡 県 | 周智郡      | 水窪町   |
|      | 大嵐駅          | 3.0       | 31.3      |              | 静 岡 県 | 周智郡      | 水窪町   |
|      | 小和田駅        | 3.0       | 34.3      |              | 静 岡 県 | 周智郡      | 水窪町   |
| 留   | 中井侍駅        | 4.2       | 38.5      |              | 長 野 県 | 下 伊 那 郡 | 平岡村   |
|      | 伊那小沢駅      | 2.2       | 40.7      |              | 長 野 県 | 下 伊 那 郡 | 平岡村   |
| 留   | 鶯巣駅          | 1.7       | 42.4      |              | 長 野 県 | 下 伊 那 郡 | 平岡村   |
|      | 満島駅          | 2.2       | 44.6      |              | 長 野 県 | 下 伊 那 郡 | 平岡村   |
| 留   | 遠山口駅        | 1.4       | 46.0      |              | 長 野 県 | 下 伊 那 郡 | 平岡村   |
| 留   | 為栗駅          | 3.4       | 49.4      |              | 長 野 県 | 下 伊 那 郡 | 平岡村   |
| 留   | 我科駅          | 2.4       | 51.8      |              | 長 野 県 | 下 伊 那 郡 | 泰阜村   |
|      | 温田駅          | 1.2       | 53.0      |              | 長 野 県 | 下 伊 那 郡 | 泰阜村   |
| 留   | 田本駅          | 1.9       | 54.9      |              | 長 野 県 | 下 伊 那 郡 | 泰阜村   |
|      | 門島駅          | 3.8       | 58.7      |              | 長 野 県 | 下 伊 那 郡 | 泰阜村   |
| 留   | 唐笠駅          | 3.5       | 62.2      |              | 長 野 県 | 下 伊 那 郡 | 泰阜村   |
| 留   | 金野駅          | 2.3       | 64.5      |              | 長 野 県 | 下 伊 那 郡 | 千代村   |
| 留   | 千代駅          | 1.2       | 65.7      |              | 長 野 県 | 下 伊 那 郡 | 千代村   |
|      | 天竜峡駅        | 1.3       | 67.0      | 伊那電気鉄道 | 長 野 県 | 下 伊 那 郡 | 川路村   |

* 1941年（昭和16年）に停車場に昇格。また同年以降に佐久間駅に改称。
◦変電所は下川合と我科の2か所に置かれた。

## 運行概要
1940年（昭和15年）7月15日改正当時。
- 運行本数：三河川合 - 天竜峡間、日10往復。
  - 全列車が豊川鉄道・鳳来寺鉄道と直通、7往復半は伊那電気鉄道とも直通。その他、中部天竜発佐久間水窪口行き片道1本あり。
- 所要時間：全線137分（下り）
- 途中積込制度について　三信鉄道独自の運行形態の一つに、途中積込制度がある。これは事前予約により、前日の終電を利用して、駅間途中の指定の積込場所へ貨車を回送し、夜半に積込作業を行い、翌朝の初電にてこれを回収するものである。